# Keyword Protocol 2000
Keyword Protocol 2000, скорочено KWP2000, є специфікацією каналу зв'язку з діагностичним обладнанням транспортних засобів (On-Board Diagnostics). KWP2000 протокол охоплює кілька рівнів в OSI моделі: — фізичний рівень, рівень каналу передачі даних, прикладний рівень, а також сеансовий рівень: — з точки зору запуску, підтримки та завершення сеансу зв'язку.

## Команди
- Команди для синхронізації зв'язку і параметрів;
- Ідентифікація ECU;
- Пам'ять несправностей: — читання, стирання помилок, стоп-кадр;
- Читання виміряних значень;
- Запуск тестових приводів;
- Запуск додаткових функцій (параметри ЕБУ і т. д.).
- Оновлення прошивки ЕБУ;

Формат даних окремих команд, в більшості випадків, залежить від вибору реалізації.
Стандарт (OBD II) регламентує обов'язковий мінімум параметрів, висновок яких повинен підтримуватися блоком управління за заводським (ОЕМ) протоколу, в тому числі і по KWP2000:
- Температура охолоджуючої рідини;
- Температура всмоктуваного повітря;
- Витрата повітря і/або абсолютний тиск у впускному колекторі;
- Відносне положення дросельної заслінки;
- Кут випередження запалювання;
- Значення розрахованої навантаження;
- Частота обертання колінчастого вала;
- Швидкість автомобіля;
- Напруга датчика (датчиків) кисню до каталізатора;
- Напруга датчика (датчиків) кисню після каталізатора;
- Показник (показники) паливної корекції;
- Показник (показники) паливної адаптації;
- Статус (статуси) контуру (контурів) лямбда.

## Keyword Protocol 2000 (K-Line)
KWP2000 стандартизований Міжнародною організацією зі стандартизації, як ISO 14230.
Перший основний фізичний рівень для KWP2000 ідентичний ISO 9141 з двобічною послідовною лінією зв'язку на одному проводі й називається К-лінією. Крім того, може бути додаткова L-лінія для «пробудження». Швидкість передачі даних від 1,2 до 10,4 Кбіт/сек, при цьому повідомлення може містити до 255 байт даних.
При реалізації на К-лінії фізичного рівня, KWP2000 вимагає спеціальних сигналів пробудження: 5 Baud init або Fast init. Обидва ці методи вимагають WakeUp синхронізації затримок сигналу K-шини і реалізуються спеціальним програмним забезпеченням.
Стандарти ISO 14230 і ISO 9141 схожі за апаратною реалізацією ліній передачі даних (ISO 14230 є розвитком ISO 9141). Розрізняються вони вимогами до електричних параметрів лінії, а також протоколами верхніх рівнів. Сканер, що використовує стандарт ISO 9141, звичайно може працювати і з ISO 14230, але не навпаки.

### ISO 14230
ISO 14230 (Road vehicles — Diagnostic systems — Keyword Protocol 2000) структурований таким чином:
- ISO 14230-1 Фізичний рівень (англ. Physical layer). Діагностичні повідомлення по К-Line.
- ISO 14230-2 Рівень каналу передачі даних (англ. Data link layer). Діагностична зв'язок по К-Line.
- ISO 14230-3 Прикладний рівень (англ. Application layer). Системи діагностичного контролю.
- ISO 14230-4 Вимоги до систем, пов'язаних з викидами.

На фізичному рівні, відповідно до ISO 14230-1, KWP2000 реалізований у вигляді двобічної однопровідної K-Line шини передачі даних.
K-Line призначена виключно для виконання діагностичних функцій в двонапрямлених з'єднаннях з двома учасниками.
Напруга сигналу є робочою напругою транспортного засобу по відношенню до його «маси». Максимальна довжина K-Line НЕ специфікована..
На рівні обміну даними, відповідно до ISO 14230-3, KWP2000 працює по асинхронної схемою передачі даних з керуванням доступу в режимі «задає / ведений», при цьому використовує односпрямований протокол передачі, який дозволяє передавати дані і команди з перевіркою на коректність, але без виправлення помилок.
Структура повідомлення, в загальному вигляді, складається з наступних частин:
1 start bit; 8 data bits; 1 stop bit; опціонально контрольна сума (Checksum).
У свою чергу, які дані передає блок управління, залежать від виробника автомобіля.
Швидкість передачі K-Line шини по протоколу KWP2000 становить від 1,2 до 10,4 Кбіт/сек..
Згідно ISO 14230-4 протокол встановлення з'єднання:
- при «Fast init» (100 ms, Bitrate always 10,4 kBit/s):
- Master sends Wake Up pattern (25 ms low, 25 ms pause);
- Master sends Start Communication Request, includes dest address;
- ECU answers with keyword, after max. 50 ms;
- Keyword encodes supported protocol variants takes values from 2000 .. 2031 (KWP 2000).

- при «5 Baud init»:
- Master sends destination address (using 5 Bit/s);
- ECU answers: 0x55 (01010101), keyword low Byte, keyword high Byte (with desired data rate);
- Master derives bit rate from pattern, sends Echo (inv. High Byte);
- ECU sends Echo (inv. Destination address).

### ISO 9141
Стандарт ISO-9141-2 ідентифікується наявністю контакту 7 в діагностичному роз'ємі (K-line) і відсутністю 2 і/або 10 контактів в діагностичному роз'ємі OBD-II. Використані виводи — 4, 5, 7, 15 (може не бути), 16.

## Keyword Protocol 2000 (CAN)
KWP2000 також сумісний з ISO 11898 (Controller Area Network) і підтримує високу швидкість передачі даних до 1 Мбіт/с.
Використання KWP2000 на CAN з ISO 15765 Transport / Network layers є найбільш поширеним. Крім того, використовуючи KWP2000 на CAN, не потрібно спеціальної функції пробудження.
KWP2000 може бути реалізований на CAN, використовуючи тільки service layer і session layer; або з використанням усіх верств (заголовок і контрольна сума укладені в CAN кадрі). Однак при використанні всіх верств KWP2000 є надмірною, на відміну від ISO 15765, який забезпечується своїм Transport / Network layers.